# العائلة الدافئة
العائلة الدافئة هي سلسلة أنمي يابانية عرضت على تلفزيون فوجي في اليابان أيام الأسبوع من 1 أكتوبر 1976 إلى 31 مارس 1982، وبلغ عدد حلقاتها 1428 حلقة، مدة كل واحدة منها خمس دقائق. كانت برعاية الاتحاد الوطني للتعاونيات الزراعية، المعروف الآن باسم نيهونغو.

## القصة
لا تحتوي السلسلة على قصة حقيقية، بل هي سلسلة تعليمية تستخدم مزيجًا من اللقطات الحية والرسوم المتحركة لتقديم معلومات عن الحياة في اليابان الحديثة. تم تشبيه محتوى السلسلة بمحتوى أنمي، بوتل فيري. وقد كانت السلسلة برعاية الاتحاد الوطني للتعاونيات الزراعية، بالإضافة إلى مكتب رئيس وزراء اليابان.

## الشخصيات
- يونه يامانو

الجدة. أدت صوتها أكيكو تاكامورا، ثم استُبدلت بشو سايتو.
- يوتاكا يامانو

والد العائلة. أدى صوته ماساآكي تسوكادا.
- ساشيكو يامانو

زوجة يوتاكا. أدت صوتها ميتسويو توبه، ثم استُبدلت بغارا تاكاشيما.
- ماكوتو يامانو

ابن يوتاكا وساشيكو. أدت صوته تاكاكو كوندو.
- ميدوري يامانو

ابنة يوتاكا وساشيكو. أدت صوتها يوكو ميتا.